# 罗伊·摩尔
罗伊·摩尔（英語：Roy Moore，1947年2月11日—），美国共和党籍政治人物。他曾两度当选阿拉巴马州最高法院首席法官，并两度遭到停职。他还是道德法律基金会的创始人与主席。

## 生平
摩尔于2001年首次出任阿拉巴马州最高法院首席法官。2003年11月，他违抗联邦法院的指令，拒绝挪走州法院大楼内的“十诫”纪念碑，从而被阿拉巴马州司法法院停职。此后，他曾于2006年、2010年参选阿拉巴马州州长，但都在共和党初选中落败。2013年，他再度当选为州最高法院首席法官。2016年，在联邦最高法院判决同性婚姻受宪法保障后，摩尔仍下令继续该州的同性婚姻禁令。最终，他第二次遭受停职。
在申诉未果后，摩尔于2017年4月辞职，宣布参选阿拉巴马州联邦参议员，以填补杰夫·塞申斯出任司法部长后留下的空缺。
在竞选过程中，他被爆出在30多岁时曾追求过多位未成年少女，其中包括多起性骚扰的指控。这些少女最年轻的当时年仅14岁。面对指控，摩尔否认他有过性骚扰行为，但并未否认曾经追求、约会过未成年少女。此后，他又被指控曾在1991年时向一位28岁的女性伸出过咸猪手。另外，还有一些独立的证人证实了摩尔乐衷于追求未成年少女。这些争议使一些共和党人呼吁摩尔退选。
最终，摩尔在参议员选举中输给了民主党籍候选人道格·琼斯。
摩尔是一位阴谋论者与极右翼政治人物。由于其强烈的反同性恋、反穆斯林与极右翼立场，他获得了许多关注，并引发了重多争议。他认为公共政策應基于基督教义，并与新邦联（Neo-Confederate）、白人民族主义团体有着紧密的联系。他还曾积极主张奥巴马不在美国出生的阴谋论。